# قائمة المواقع والمعالم المصنفة في ولاية عنابة
هذه قائمة حصرية للمواقع الأثرية والمعالم التاريخية المصنفة حسب وزارة الثقافة والاتصال (الجزائر) لولاية عنابة
| رقم    | اسم                                   | وصف | موقع | مدينة | قسم   | الإحداثيات                                    | صورة        |
| ------ | ------------------------------------- | --- | ---- | ----- | ----- | --------------------------------------------- | ----------- |
| 23-001 | خزان المياه لهيبون القديمة            |     |      |       | عنابة | 36°54′06″N 7°45′19″E / 36.901793°N 7.755404°E | صورة        |
| 23-002 | أطلال هيبون                           |     |      |       | عنابة | 36°54′06″N 7°45′19″E / 36.901793°N 7.755404°E | Upload file |
| 23-003 | القلعة حصن المعذبين بقايا سور المدينة |     |      |       | عنابة | 36°54′06″N 7°45′19″E / 36.901793°N 7.755404°E | صورة        |